# Cognocoli-Monticchi
Cognocoli-Monticchi (kors. Cugnòculu) – miejscowość i gmina we Francji, w regionie Korsyka, w departamencie Korsyka Południowa.
Według danych na rok 1990 gminę zamieszkiwały 173 osoby, a gęstość zaludnienia wynosiła 5 osób/km².